# Skarn

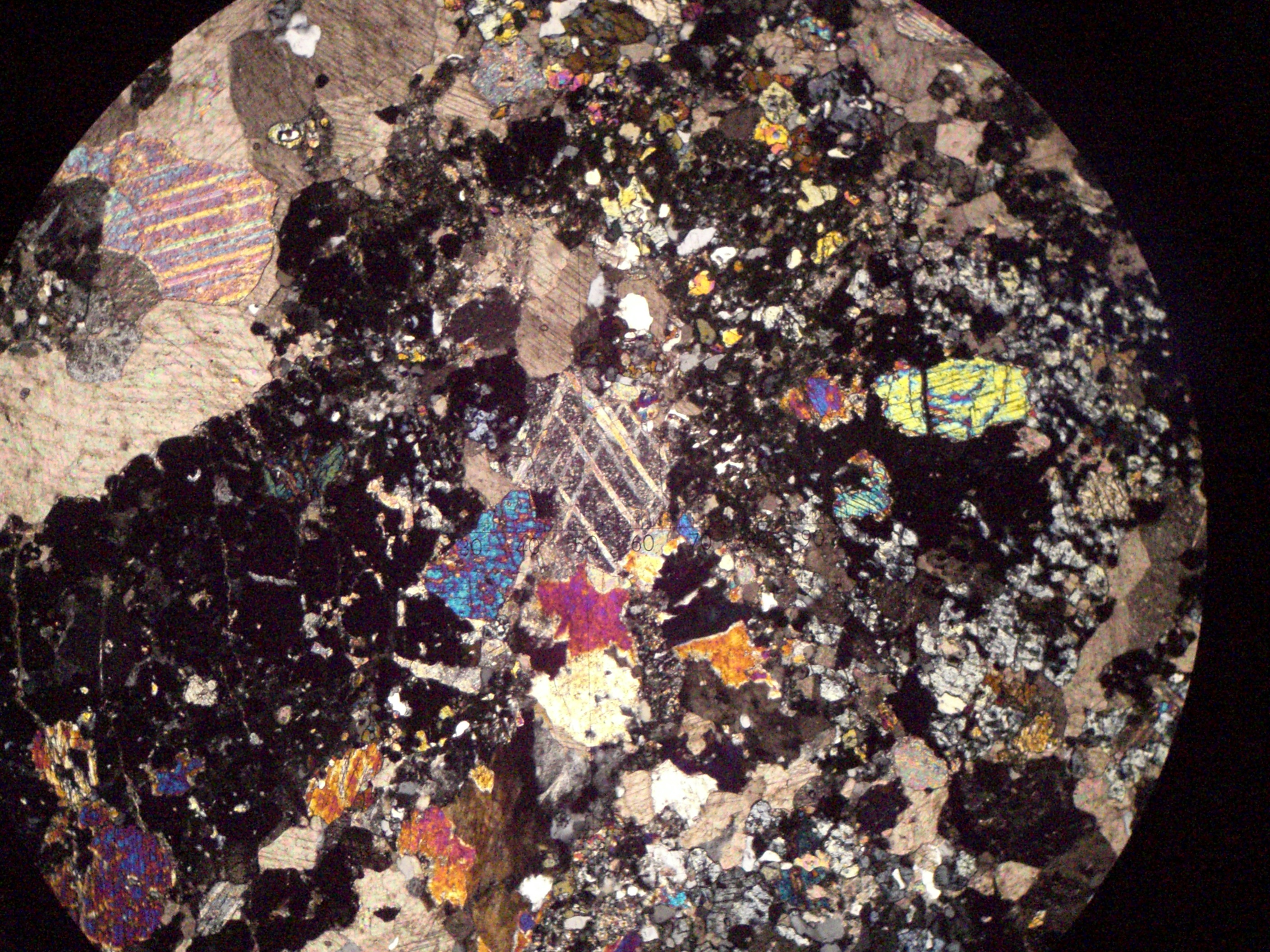
Skarn v polarizačním mikroskopu při zkřížených nikolech, pozorovatelný kalcit, pyroxen, křemen

Skarn je kontaktní metamorfovaná hornina vyznačující se různou hrubostí zrna. Jedná se o křemičitanovou horninu, na jejímž vzniku se podílí přeměna uhličitanových hornin. Skarn vzniká reakcí mezi uhličitany a roztoky minerálů, které byly uvolněny z tuhnoucího magmatu. Nejčastěji mají zelenou nebo červenou barvu. Méně časté jsou šedé, hnědé, černé nebo bílé varianty.
Skarny obsahují Ca-silikáty (zejména granát a pyroxeny), které vznikaly metasomatózou za zvýšených teplot během kontaktní nebo regionální metamorfózy nejčastěji na styku magmatické intruze s uhličitany, zřídka i křemičitany.
Označení skarn, původně švédský hornický termín, do odborné literatury zavedl v roce 1911 V. M. Goldschmidt.

## Složení
- křemičitany vápníku
- křemičitany hořčíku
- křemičitany železa (granát, pyroxen)

## Klasifikace
Skarny se dělí podle minerálního složení ale i podle postavení vůči intruzi. V okolí intruze vznikají exoskarny, zatímco v ní samotné vznikají endoskarny. Reakční skarny nebo taktity vznikají na styku silikátových a karbonátových hornin, patří k nim i ekonomicky významné Fe-skarny. Podobně se na základě chemického a minerálního složení vyčleňují Ca-skarny (původně vápence) a Mg-skarny (původně dolomity). Infiltrační skarny vznikají na kontaktu granitoidní intruze a karbonátů v důsledku velkého kontrastu chemického složení obou hornin, což má za následek tzv. bimetasomatózu, tedy oboustrannou difuzi prvků v roztocích za vzniku vápenato-silikátových minerálů.

## Využití
Skarn bývá velmi často významným zdrojem různých kovů, například mědi, železa, molybdenu, wolframu, zlata, olova, cínu a zinku. Ve skarnech nejčastěji vzniká magnetitová mineralizace, později se může objevit i další, hlavně sulfidy. Ložiska tohoto typu jsou označována jako kontaktně-metasomatická, kontaktně-pneumatolické nebo pyrometasomatická.
Předpokládá se, že železné a zlatonosné skarny vzniklé působením mafických nebo střednědobých intruzí, pravděpodobně plášťového původu. Měděná, olověná, zinková a wolframová ložiska tohoto typu byla vázána na některé typy žulových masivů I-typu, zatímco molybdenové a cínové zrudnění vznikalo působením magmatu vzniklé anatexií sedimentů (S-typ).

### Ložiska a výskyt
Skarn tvoří významné ložiskové akumulace různých druhů surovin. Velký význam v minulosti měly Fe-Skarn, které byly často dobývány v Evropě díky své vhodné pozici. Dnes jsou tato ložiska těžená například v Rusku na Urale (Magnitnaja Gora), v USA (Iron Spring, Iron Mountain) a Rumunsku (Ocna de Fer). Velmi významná jsou také skarnová ložiska wolframu, které tvoří většinu světových zásob tohoto kovu, jsou to například King Island Mine v Tasmánii nebo kanadské ložisko MacTung. Ekonomicky nevýznamné výskyty skarnu jsou známé také na mnoha lokalitách po celém světě.
V ČR ve výskytu převládají Fe-skarny (Malešov, Vlastějovice, Přísečnice, Měděnec) nad Ca-skarny (Žulová, Jáchymov) a Mg-skarny (Borovina u Třebíče).